# Leon Aleksander Sapieha
Pour les articles homonymes, voir Leon Sapieha et Sapieha.
Leon Aleksander Sapieha, né le 19 décembre 1883 à Krasiczyn et mort le 27 septembre 1944 à Rzeszów, est un prince polonais de la famille Sapieha, député de la Diète de Pologne en 1922.

## Biographie
Il est le fils de Władysław Leon Sapieha et de Elżbieta Konstancja Potulicka.
Il fait ses études à Lviv, puis à partir de 1898 à Khyriv. Ayant reçu son diplôme, il rejoint l'Académie navale autrichienne à Rijeka. En 1903, il retourne à Lviv. En 1907, il étudie successivement à Leipzig, Berne et Gembloux. En 1907, il est affecté à Pardubice. Le 15 avril 1914, il réussit l'examen de la Fédération internationale d'aéronautique et obtient le diplôme de pilote numéro 160. Dans les annales de l'Aéroclub il est enregistré comme un sujet britannique et dans la catégorie profession: Lieutenant de Réserve.
En 1914, il combat dans la 21e brigade de cavalerie de l'armée austro-hongroise et rejoint l'armée de l'air en décembre. Il participe à un certain nombre de campagnes jusqu'à se qu'il tombe malade en septembre 1916. Après son mariage, l'année suivante, il s'installe à Krasiczyn. Il combat dans la guerre soviéto-polonaise et reçoit la Croix de la Valeur polonaise.
Entre 1922 à 1933, il voyage avec son épouse, en Algérie, en Inde et à Ceylan, en Afrique équatoriale, en Libye et en Tunisie. Il fait le récit de ses voyages dans quelques livres : Forêt d'Ituri. Souvenirs de voyage (Cracovie, 1928) et Volcans du Kivu. Souvenirs de voyage (Cracovie, 1934).
En 1935, il est élu à la Diète pour un quatrième mandat. Il devient membre du Comité du droit et de la Commission militaire. Il s'oppose à la réforme agraire qu'il considère comme préjudiciable au développement de l'agriculture.
Arrêté en octobre 1939, libéré en juin 1940, il entre dans la résistance polonaise et devient membre assermenté du ZWZ, puis de l'AK. Il est grièvement blessé le 23 août 1944 en essayant de percer à Cracovie. Il meurt le 27 septembre à Rzeszow.

## Mariage
Le 22 juillet 1917, à Vienne, Leon Aleksander Sapieha épouse Katarzyna Iza Maria Potocka (1890-1977), fille de Andrzej Kazimierz Potocki (pl) (1861-1908) et Krystyna Tyszkiewicz (1866-1952). Ils n'eurent pas d'enfant.